# Кетрін Винник
Ке́трін Ви́нник (англ. Katheryn Winnick), Катерина Анна Винницька; нар. 17 грудня 1977, Етобіко, Канада) — канадська акторка і режисерка українського походження, майстриня бойових мистецтв. Найвідоміші ролі: Ганна Берлі (телесеріал «Кістки»), Лагерта (серіал «Вікінги») та Івон (комедія «Чудернацькі фантазії Чарлі Свона III»).

## Життєпис
Народилася й виросла в Етобіко (з 1998 року район у складі Торонто). Має двох братів і сестру — Маркіяна, Дарію й Адама. Вільно (хоча і з сильним акцентом) розмовляє українською — до 8 років спілкувалася тільки нею.
У Торонто відвідувала греко-католицьку церкву та ходила до української недільної школи імені Цьопи Паліїв. До 17 років належала до «Пласту» — спочатку до 10 гнізда (підрозділу) «Волошки» у новацтві, а згодом до 10 куреня, гурток «Кедри», у юнацтві. Неодноразово була на новацьких таборах сестричкою (вихователькою). Також займалася з молодшими пластунами поза табором — вела для них щотижневі заняття, які згодом мусила залишити через брак часу. «Мої батьки завжди заохочували до участі у Пласті, тому що це було чудовим знаряддям для виховання та розвитку лідерських навичок. Цей досвід дав мені багато користі в дорослому житті» (інтерв'ю, 2015).
У 7 років почала займатися бойовими мистецтвами. У 13 здобула перший чорний пояс. Захопившись східними єдиноборствами, досягла неабияких результатів. Має чорний пояс (3-й дан) з тхеквондо та чорний пояс (2-й дан) з карате. Започаткувала власну школу бойових мистецтв тхеквондо. На Чемпіонаті Канади з тхеквондо завоювала срібну медаль. Є ліцензованою охоронницею.
У 2015 році зустрічалася з актором і підприємцем Ніком Льобом, однак стосунки тривали недовго.
У липні 2017 року Винник заявила у своєму акаунті в Twitter, що її обрали на роль у проєкті, який, як вважалося, буде фільмом, і що про це буде оголошено на Міжнародному фестивалі коміксів у Сан-Дієго. Пізніше з'ясувалося, що її обрали на роль головної героїні в режимі «Нацистські зомбі» відеогри Call of Duty: WWII.
У липні 2018 року було оголошено, що Винник отримала постійну роль Крістін «СіДжі» Гевін у серіалі Netflix «Вбивці Ву».
У лютому 2020 року було оголошено, що Винник зіграє головну роль Дженні Гойт у кримінальному драматичному серіалі ABC «Безмежне небо».

## Зв'язок з Україною
Різко засуджує Голодомор як наслідок геноциду проти українців.
Своє ставлення до перетворень в Україні та російської військової агресії Кетрін Винник висловила так:

«Я думаю, що Україна переживає дуже важливі часи. Дуже важливо, що українці тримаються одне одного, борючись за свободу та демократичні цінності. Сильно вболіваю за і підтримую її прагнення. Вірю, що це все зробить Україну сильнішою, і все завершиться тріумфом» (інтерв'ю, травень 2015 року).

Напередодні 30-ї річниці Незалежності України відвідала історичну батьківщину, привітала батьків із ювілеєм шлюбу, відвідала місця походження предків.
Під час повномасштабного російського вторгнення в Україну, яке є частиною російсько-української війни, активно підтримувала Україну на своїй сторінці у Instagram, зокрема 24 лютого Кетрін Винник написала: «Ми мирна країна. Ми не заслуговуємо цієї війни». Наступні дні акторка додавала й інші інформаційні повідомлення: заклик переглянути фільм «Зима у вогні», промови Президента України Зеленського Володимира та відео бомбардувань українських міст.
Під час інтерв'ю вона розповідає про свою українську спадщину та закликає підтримати Україну у зв'язку з атакою Росії.

«Я маю говорити і говоритиму далі. І це боротьба не тільки за Україну, а й за всю Європу, за всю демократію, все людство. Нам всім потрібно об'єднатися, як єдиний світ і зупинити цю війну, зупинити російську агресію».

У березні 2022 року Винник разом зі своєю мамою Лесею Винницькою (англ. Lesya Winnicki) створила благодійний фонд The Winnick Foundation для збирання коштів на потреби України.
1 березня 2023 року Кетрін стала амбасадором фонду UNITED24. Разом з її благодійним фондом The Winnick Foundation відкрила через UNITED24 власний збір на відновлення одного з вісімнадцятьох будинків програми відбудови.

### Походження
Батьки Кетрін є нащадками вихідців з України — обоє народилися в Німеччині, куди в 1940-і роки їхні родини втекли від радянської влади. Незабаром вони перебралися до Канади. Батьки матері Кетрін, Лесі, народилися на Галичині: бабуся — на Львівщині, а дідусь — на Тернопільщині. Леся Винницька є членом Управи Конґресу Українців Канади, відділу Торонто.
Предки батька Кетрін, Романа, походять зі Старого Самбора і Борислава. Дід Володимир Винницький зголосився до лав Січових Стрільців у 16-річному віці (приписав собі 2 роки, щоб записатися до війська). Прадід Катерини Іван Винницький ― поручник 1-ї Запорізької дивізії Армії УНР. Після Другої світової війни доклав зусиль до створення організації колишніх Січових Стрільців у Канаді, в якій мав поважні позиції.

## Акторська діяльність

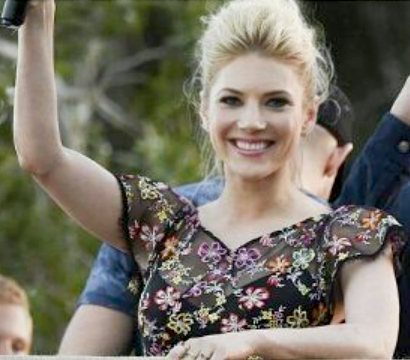
На фестивалі «San Diego Comic-Con». 21 липня 2017 року

Акторської майстерності навчалася у студії Вільяма Еспера в Нью-Йорку.
Зіграла в багатьох фільмах виробництва студії Paramount Pictures.
Для ролі Свєти у фільмі 2009 року «Холодні душі» пройшла експрес-курс з російської.
Виконала головні ролі в кількох телевізійних шоу, серед яких «Доктор Хаус» (12-та серія третього сезону «Один день, одна кімната»), «Закон і порядок» і «Криміналісти: мислити як злочинець».
2010 року зіграла в комедії «Кілери» режисера Роберта Лукетича, з Ештоном Кутчером у головній ролі.
У 2012 році разом із Куртом Расселом отримала одну з головних ролей у фільмі «Мистецтво крадіжки» режисера Джонатана Собола. Винник грає роль української танцівниці та подруги героя Рассела.
2013 року почала зніматися у канадсько-ірландському популярному телесеріалі «Вікінги» у ролі Лагерти — легендарної постаті з Доби вікінгів.
У 2016 році приєдналася до акторського складу «Темної вежі» — екранізації однойменної серії книг Стівена Кінга в жанрі наукової фантастики, фентезі та жахів.
2019 року Кетрін Винник зіграла у бойовику «Полярний», екранізації однойменного коміксу шведського режисера Юнаса Окерлунда.
У лютому 2020 року Віннік було оголошено, що вона зіграє головну роль Дженні Гойт у кримінальному драматичному серіалі «Безмежне небо» на каналі ABC.

## Особисте життя
У 2015 році Винник заявила, що вона є «американською громадянкою, а також громадянкою Канади».
У 2016 році Кетрін якийсь час перебувала в стосунках з актором Алексом Андерсеном, але розійшлись.
У березні 2022 року Вінник разом з матір'ю створила благодійну організацію «The Winnick Foundation» для збору коштів на потреби України.
У листопаді 2022 року Міністерство закордонних справ Росії заборонило Вінник в'їзд до Росії, як і 99 іншим канадцям, у відповідь на міжнародні санкції.

## Творчий доробок

### Кінофільми
| Рік  |    | Українська назва                     | Оригінальна назва                             | Роль               |
| ---- | -- | ------------------------------------ | --------------------------------------------- | ------------------ |
| 2001 | ф  | Біологічно небезпечний               | Biohazardous                                  | Дженніфер          |
| 2002 | ф  | Легендарний                          | Fabled                                        | Ліз                |
| 2002 | ф  | Кохання з повідомленням              | Two Weeks Notice                              | Тіфані             |
| 2002 | кф | Маленька батькова дівчинка           | Daddy's Little Girl                           | роль другого плану |
| 2003 | ф  | Що знайшла Аліса                     | What Alice Found                              | Джулі              |
| 2004 | ф  | Тримайся до кінця                    | Going the Distance                            | Тріш               |
| 2004 | ф  | Маленький помічник Сатани            | Satan's Little Helper                         | Дженна Вулі        |
| 2004 | ф  | 50 перших поцілунків                 | 50 First Dates                                | дівчина            |
| 2005 | ф  | Повсталий з пекла 8: Пекельний світ  | Hellraiser: Hellworld                         | Челсі              |
| 2006 | ф  | Хмара 9                              | Cloud 9                                       | Ольга              |
| 2006 | ф  | Поцілуй мене знову                   | Kiss Me Again                                 | Чаліс              |
| 2006 | ф  | Кохання та інші неприємності         | Failure to Launch                             | Меліса             |
| 2007 | ф  | Коли Ніцше плакав                    | When Nietzsche Wept                           | Луїза Саломе       |
| 2008 | ф  | Розвага                              | Amusement                                     | Табіта Райт        |
| 2009 | ф  | Холодні душі                         | Cold Souls                                    | Свєта              |
| 2010 | ф  | Вільне радіо Альбемута               | Radio Free Albemuth                           | Рейчел Бреді       |
| 2010 | ф  | Кохання та інші ліки                 | Love and Other Drugs                          | Ліза               |
| 2010 | ф  | Кіллери                              | Killers                                       | Вівіан             |
| 2011 | ф  | Вибір                                | Choose                                        | Фіона Вагнер       |
| 2012 | ф  | Чудернацькі фантазії Чарлі Свона III | A Glimpse Inside the Mind of Charles Swan III | Іванна             |
| 2012 | ф  | Надійні хлопці                       | Stand Up Guys                                 | Оксана             |
| 2013 | ф  | Мистецтво крадіжки                   | The Art of the Steal                          | Лола               |
| 2017 | ф  | Геошторм                             | Geostorm                                      | Олівія             |
| 2017 | ф  | Темна вежа                           | The Dark Tower                                | Лорі Чеймберс      |
| 2018 | ф  | Швидкість вбиває                     | Speed Kills                                   | Емілі Гоуен        |
| 2019 | ф  | Полярний                             | Polar                                         | Вівіан             |
| 2020 | ф  | Вандер                               | Wander                                        | Ельза Вайсрой      |
| 2021 | ф  | Захисник                             | The Marksman                                  | Сара Пеннінґтон    |
| 2021 | ф  | День Прапора                         | Flag Day                                      | Петті Фогель       |

### Телебачення
| Рік       |    | Українська назва                   | Оригінальна назва              | Роль                                |
| --------- | -- | ---------------------------------- | ------------------------------ | ----------------------------------- |
| 1999      | с  | Псі-фактор                         | Psi Factor                     | Сьюзі (S4-E2)                       |
| 1999      | с  | Студентські тіла                   | Student Bodies                 | Голлі Бенсон (5 епізодів)           |
| 2000      | с  | Мисливці за старовиною             | Relic Hunter                   | Розелін (S1-E14)                    |
| 2002      | с  | Трекер                             | Tracker                        | Лора (2 епізоди)                    |
| 2002      | с  | Закон і порядок: Злочинні наміри   | Law & Order: Criminal Intent   | Карін Беннетт (S1-E17)              |
| 2003      | с  | В'язниця Оз                        | Oz                             | Лізель Робсон (S6-E5)               |
| 2003      | с  | 10-8: Офіцери на службі            | 10-8: Officers on Duty         | Люсі Джонсон (S1-E11)               |
| 2004      | с  | CSI: Маямі                         | CSI: Miami                     | Ніколь Гарджо (S2-E22)              |
| 2004      | с  | Зниклі безвісти                    | 1-800-Missing                  | Джулі Снайдер (S2-E6)               |
| 2005      | с  | CSI: Нью-Йорк                      | CSI: NY                        | Ліза Кей (S2-E4)                    |
| 2005      | тф | Амбітний Трамп                     | Trump Unauthorized             | Івана Трамп                         |
| 2006      | с  | Криміналісти: мислити як злочинець | Criminal Minds                 | Меггі Лоу (S1-E18)                  |
| 2006      | тф | 13 могил                           | 13 Graves                      | Емі                                 |
| 2007      | с  | Доктор Хаус                        | House M.D.                     | Ів (S3-E12)                         |
| 2007      | тф | Переломний момент                  | Tipping Point                  | Ніна Патерсон                       |
| 2008      | с  | Закон і порядок                    | Law & Order                    | Сара Шиплі (S18-E18)                |
| 2008      | с  | Закон і порядок: Злочинні наміри   | Law & Order: Criminal Intent   | Керрі Конлон (S8-E5)                |
| 2009      | с  | CSI: Місце злочину                 | CSI: Crime Scene Investigation | Морін Мартін (S9-E10)               |
| 2010      | с  | Брама                              | The Gates                      | Кет Руссо (S1-E9)                   |
| 2010—2011 | с  | Кістки                             | Bones                          | Ганна Берлі (11 епізодів)           |
| 2011      | с  | Нікіта                             | Nikita                         | Келлі (S2-E4)                       |
| 2012      | с  | Перевізник                         | Transporter: The Series        | Дарсі Деніелс (S1-E6)               |
| 2013—2020 | с  | Вікінги                            | Vikings                        | Лагерта (1-6 сезони)                |
| 2015      | с  | Підозрюваний                       | Person of Interest             | Френкі Веллс (S4-E18)               |
| 2019      | с  | Вбивці Ву                          | Wu Assassins                   | Крістін «Сі Джі» Ґевін (9 епізодів) |
| 2020—2023 | с  | Безмежне небо                      | The Big Sky                    | Дженні Гойт (головна роль)          |

### Відеоігри
| Рік  | Назва              | Роль       |
| ---- | ------------------ | ---------- |
| 2017 | Call of Duty: WWII | Мері Фішер |

## Нагороди
| Рік  | Премія                                               | Номінація                                                            | Робота                      | Результат | Посилання            |
| ---- | ---------------------------------------------------- | -------------------------------------------------------------------- | --------------------------- | --------- | -------------------- |
| 2002 | «Нью-Йоркський міжнародний незалежний кінофестиваль» | Найкращий акторський склад                                           | «Маленькі батькові дівчата» | Номінація |                      |
| 2009 | «Ґотем»                                              | Найкращий акторський склад                                           | «Холодні душі»              | Номінація |                      |
| 2012 | «Кінофестиваль у Беверлі-Гіллз»                      | Найкраща акторка                                                     | «Холодні душі»              | Перемога  |                      |
| 2014 | «Канадські нагороди екрану»                          | Best Performance by an Actress in a Continuing Leading Dramatic Role | «Вікінги»                   | Номінація | [ 38 ]               |
| 2014 | »Women's Image Network Awards"                       | Найкраща акторка в драматичному серіалі                              | «Вікінги»                   | Номінація | [ 39 ]               |
| 2015 | «Вибір телевізійних критиків»                        | Найкраща акторка другого плану в драматичному серіалі                | «Вікінги»                   | Номінація | [ 40 ]               |
| 2015 | «Золотий клен»                                       | Найкраща акторка телесеріалу США                                     | «Вікінги»                   | Номінація | [ 41 ] [ 42 ]        |
| 2015 | «Women's Image Network Awards»                       | Найкраща акторка в драматичному серіалі                              | «Вікінги»                   | Номінація |                      |
| 2016 | «Women's Image Network Awards»                       | Найкраща акторка в драматичному серіалі                              | «Вікінги»                   | Номінація |                      |
| 2020 | «Women's Image Network Awards»                       | Найкраща режисерка кіно і телешоу                                    | «Вікінги» (епізод 6.08)     | Перемога  | [ 43 ] [ 44 ] [ 45 ] |